# Puerto de Lukmanier

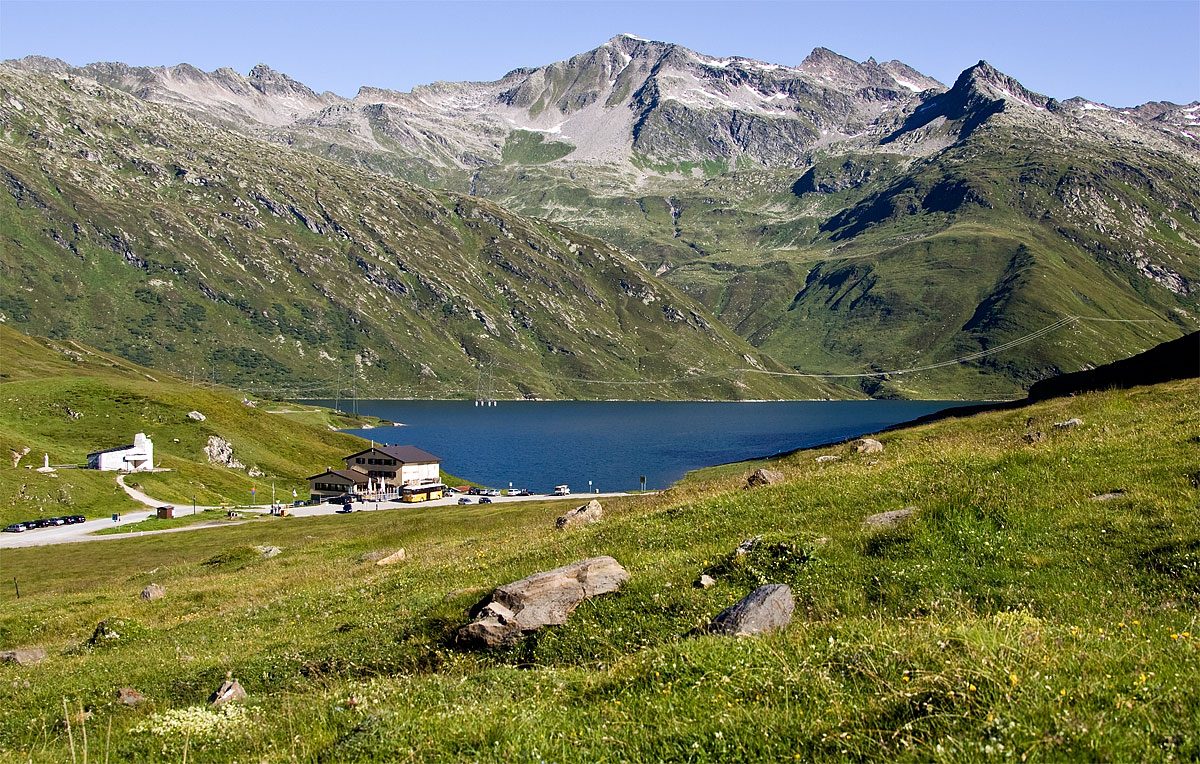
Imagen del paso

El puerto de Lukmanier (en italiano: Passo del Lucomagno, en romanche: Cuolm Lucmagn) es un puerto de los alpes suizos.
La ruta desde Disentis/Mustér, en el cantón de los Grisones, cruza a través del Val Medel hacia el valle de Blenio y Biasca en el cantón del Tesino. Al norte del paso, el camino recorre la coste este del lago Sontga Maria.
El puerto se mantiene abierto durante el invierno.
Debajo del paso de Lukmanier (más precisamente, entre este y el Pizzo dell'Uomo) está el túnel de base de San Gotardo.